# Anita Gargas
Anita Gargas-Wojciechowska (ur. 11 stycznia 1964 w Katowicach) – polska dziennikarka specjalizująca się w dziennikarstwie śledczym, z wykształcenia matematyk. Dziennikarka tygodnika „Gazeta Polska” i dziennika „Gazeta Polska Codziennie” (kieruje działem śledczym). Od 1 sierpnia 2006 do 19 lutego 2010 wiceszef redakcji reportażu i wicedyrektor ds. publicystyki TVP1, autorka programu Misja specjalna.

## Życiorys
Wychowała się w Katowicach, gdzie ukończyła tamtejsze IV Liceum Ogólnokształcące. Absolwentka matematyki na Uniwersytecie Śląskim w Katowicach. W okresie studiów należała do Niezależnego Zrzeszenia Studentów i Solidarności Walczącej. Publikowała również w podziemnym periodyku NZS, „Bez Retuszu”, a pod koniec lat 80 XX w. w innym podziemnym piśmie „Przegląd Wiadomości Agencyjnych”.
Po 1989 r. prowadziła studia podyplomowe na wydziale dziennikarskim, a w 1991 r. rozpoczęła pracę jako stażystka, a następnie etatowa dziennikarka działu politycznego Tygodnika Solidarność. Wówczas zajęła się dziennikarstwem śledczym – pisała reportaże i teksty śledcze o członkach partyjnej nomenklatury PZPR. W 1991 wraz z Maciejem Wojciechowskim wydała książkę pt. Partie polityczne w Polsce. W tym samym roku odeszła z Tygodnika Solidarność i przeszła do nowego dziennika Nowy Świat, stworzonego przez Piotra Wierzbickiego. W związku z konfliktem politycznym w maju 1992 r. za rządu Jana Olszewskiego oboje zostali odwołani ze stanowisk. W 1993 r. Wierzbicki założył miesięcznik (przekształcony w tygodnik) Gazeta Polska, do którego przystąpiła także Anita Gargas. W czerwcu 1993 Gargas opublikowała tajną wówczas listę Macierewicza. W 1998 weszła w skład rady programowej PAP. W swojej pracy rozwijała się jako dziennikarka śledcza, zajmując się tropieniem afer, przestępstw związanych z działaniem władzy państwowej, byłej komunistycznej nomenklatury, dawnych służb specjalnych. Z redakcji Gazety Polskiej odeszła w 2005 (wówczas Piotr Wierzbicki przestał być redaktorem naczelnym, a zastąpił go Tomasz Sakiewicz).
Następnie rozpoczęła pracę w tygodniku Ozon. Jednocześnie rozpoczęła tworzenie programu telewizyjnego pod nazwą Misja specjalna, który powstał z inicjatywy władz TVP z uwagi na brak audycji o charakterze dziennikarstwa śledczego w tej stacji. Zlecenie przygotowania audycji otrzymał Andrzej Godlewski, który zaprosił do współpracy Anitę Gargas. Pierwszy odcinek programu pojawił się na antenie w styczniu 2005 i był emitowany przez kilka miesięcy, do kampanii wyborczej 2005.
W maju 2006 TVP wyemitowała film Anity Gargas pod tytułem Prezydentowa bez barier o Jolancie Kwaśniewskiej, małżonce prezydenta RP Aleksandra Kwaśniewskiego, pierwszej damie Polski w latach 1995–2005. Treść reportażu odnosiła się do niejasności związanych z fundacją prowadzoną przez prezydentową, Porozumienie bez barier. W związku z tym Kwaśniewska skierowała skargę do Krajowej Rady Radiofonii i Telewizji. Rada Etyki Mediów skrytykowała Gargas za mijanie się z prawdą i mieszanie informacji z komentarzem. Pomimo tego film został nominowany do nagrody medialnej imienia Andrzeja Woyciechowskiego.
Program Misja specjalna był ponownie emitowany od września 2006, po tym jak został przywrócony na antenę przez prezesa TVP, Bronisława Wildsteina. Gargas została wówczas główną redaktorką audycji. Równocześnie mianowano ją wiceszefową redakcji publicystyki, a w 2007 awansowano na szefową, zaś w 2009 objęła stanowisko zastępcy dyrektora TVP1. Reportaże audycji dotyczyły afer i patologii we władzy i gospodarce, m.in. powiązań marszałka Sejmu Józefa Oleksego i jego rodziny ze spółkami paliwowymi, braku przeprowadzenia lustracji w Polsce. W jednym z programów odtworzono nagranie z rozmowy Adama Michnika z Aleksandrem Gudzowatym. Program był emitowany do marca 2009, kiedy to został zdjęty z ramówki, a Anita Gargas została zwolniona ze stanowiska kierownika Redakcji Publicystyki TVP1 przez ówczesnego p.o prezesa TVP Piotra Farfała. W marcu 2009 w jej obronie wystąpiła grupa osób z listem otwartym, uznając jej zwolnienie za ograniczenie wolności słowa. Była pomysłodawczynią programu telewizyjnego pt. „Wielki test z historii” w TVP, zaś po swoim odejściu zarzuciła telewizji publicznej kradzież intelektualną w zakresie praw autorskich, w związku z dalszą emisją tej audycji przez TVP.
3 lutego 2010 audycja Misja specjalna wróciła na antenę TVP1, a w tym samym miesiącu Anita Gargas została odwołana przez zarząd TVP z funkcji wiceszefa TVP1 bez oficjalnego podania przyczyny. Po 10 kwietnia 2010 reportaże Misji specjalnej wielokrotnie dotyczyły śledztwa w sprawie katastrofy smoleńskiej. Program był emitowany do 19 października 2010, a następnie został usunięty z ramówki przez szefową TVP1, Iwonę Schymallę (wraz z audycją Bronisław Wildstein przedstawia).
W 2007 rozpoczął się proces Gargas z producentem filmowym Maciejem Strzemboszem, który na internetowym blogu zapytał ją, czy pracuje na niejawnym etacie w WSI. Gargas wygrała proces, ponieważ producent nie przedstawił dowodów na sformułowanie swojej tezy. W 2012 zakończył się proces sądowy, jaki wytoczył Anicie Gargas prezydent Poznania, Ryszard Grobelny, zarzucając jej w prywatnym akcie oskarżenia zniesławienie w oczach opinii publicznej w jednym z odcinków Misji specjalnej. W styczniu 2012 sąd umorzył sprawę, uznając, że dziennikarka przygotowała materiał w sposób rzetelny, dochowując zasad obiektywnego dziennikarstwa oraz że nie zaistniały przesłanki czynu zabronionego.
W późniejszym czasie Anita Gargas tworzyła filmy dokumentalne dotyczące tragedii z 10 kwietnia 2010. W 2011 była autorką filmu 10.04.10 poświęconego wyjaśnieniu katastrofy smoleńskiej, który wydano jako dodatek do Gazety Polskiej z dnia 6 kwietnia 2011. Był to pierwszy film śledczy o katastrofie smoleńskiej. W połowie stycznia 2013 miał premierę jej kolejny film śledczy dotyczący tego zdarzenia, pt. Anatomia upadku, a na przełomie marca i kwietnia 2014 kontynuacja tej produkcji pt. Anatomia upadku 2. 13 czerwca 2016 odbyła się premiera filmu pt. W imię honoru, w którym zostały przedstawieni generałowie Andrzej Błasik, Andrzej Karweta, Bronisław Kwiatkowski w wypowiedziach ich małżonek. W swojej działalności dziennikarskiej oraz w produkcjach filmowych dotyczących wydarzeń z 10 kwietnia 2010 wielokrotnie podejmowała kwestię zamachu.
We wrześniu 2012 wsparła starania TV Trwam o miejsce w przestrzeni publicznej i dostęp do nadawania w systemie cyfrowym (miejsce na multipleksie DVB-T), zachęcając do udziału w marszu „Obudź się Polsko”. W styczniu 2013 zasiadła w składzie rady nadzorczej Telewizja Niezależna S.A., zarządzającej stacją Telewizja Republika. Od maja 2013 do sierpnia 2016 prowadziła program śledczy Zadanie specjalne na antenie tej stacji. 1 lipca 2013 zasiadła w składzie rady nadzorczej Telewizja Republika S.A., zarządzającej stacją Telewizja Republika. Od września 2014 do sierpnia 2016 pełniła funkcję zastępcy redaktora naczelnego Telewizji Republika, Tomasza Terlikowskiego.
Od września 2016 do grudnia 2023 prowadziła Magazyn śledczy Anity Gargas w TVP1. Od stycznia 2024 dziennikarka prowadzi Magazyn Anity Gargas w serwisie YouTube.

### Życie prywatne
Była żoną Macieja Wojciechowskiego, późniejszego dyrektora TVP1.

## Odznaczenia i nagrody
- 19 marca 2010, za wybitne zasługi w działalności na rzecz przemian demokratycznych w Polsce, za osiągnięcia w podejmowanej z pożytkiem dla kraju pracy zawodowej i społecznej, została odznaczona przez prezydenta RP Lecha Kaczyńskiego Krzyżem Kawalerskim Orderu Odrodzenia Polski[42][43][44].
- W 2012 została wyróżniona „Główną Nagrodą Wolności Słowa” za rok 2011, przyznaną przez Stowarzyszenie Dziennikarzy Polskich za odwagę i bezkompromisowość w docieraniu do prawdy o katastrofie smoleńskiej[45]. Nagroda wynosiła 20 tys. zł[46].
- 30 stycznia 2014 została wyróżniona „Nagrodą Watergate” za rok 2013, przyznaną przez Stowarzyszenie Dziennikarzy Polskich za film Anatomia upadku.
- 28 stycznia 2016 wspólnie z Cezarym Gmyzem otrzymała honorowe wyróżnienie w ramach „Nagrody Watergate” za rok 2015, przyznane przez Stowarzyszenie Dziennikarzy Polskich za materiał Taśmy trzeciej władzy – sędziowskie układy, wyemitowany 10 grudnia 2014 w audycji „Zadanie specjalne” na antenie Telewizji Republika[47].
- w 2025 roku wspólnie z Mateuszem Teską została uhonorowana „Nagrodą Watergate” w 31. edycji konkursu Nagrody Stowarzyszenia Dziennikarzy Polskich[48].

## Filmografia
- 10.04.10 (2011),
- Anatomia upadku (2012),
- Anatomia upadku 2  (2014),
- W imię honoru (2016)
- Stan likwidacji (2024)[49]